# Feldberger Seenlandschaft
Die amtsfreie Gemeinde Feldberger Seenlandschaft liegt im Südosten des Landkreises Mecklenburgische Seenplatte in Mecklenburg-Vorpommern (MV). Sie ist durch den Tourismus geprägt und bildet für ihre Umgebung ein Grundzentrum. Historisch ist sie Teil der Kulturregion Mecklenburg-Strelitz.
Der Ortsteil Feldberg ist seit Oktober 2015 als Kneippkurort zertifiziert. Die Ortsteile Carwitz, Fürstenhagen, Koldenhof, Lichtenberg, Mechow, Schlicht, Triepkendorf, Waldsee und Wittenhagen sind staatlich anerkannte Erholungsorte.

## Geografie

### Geografische Lage

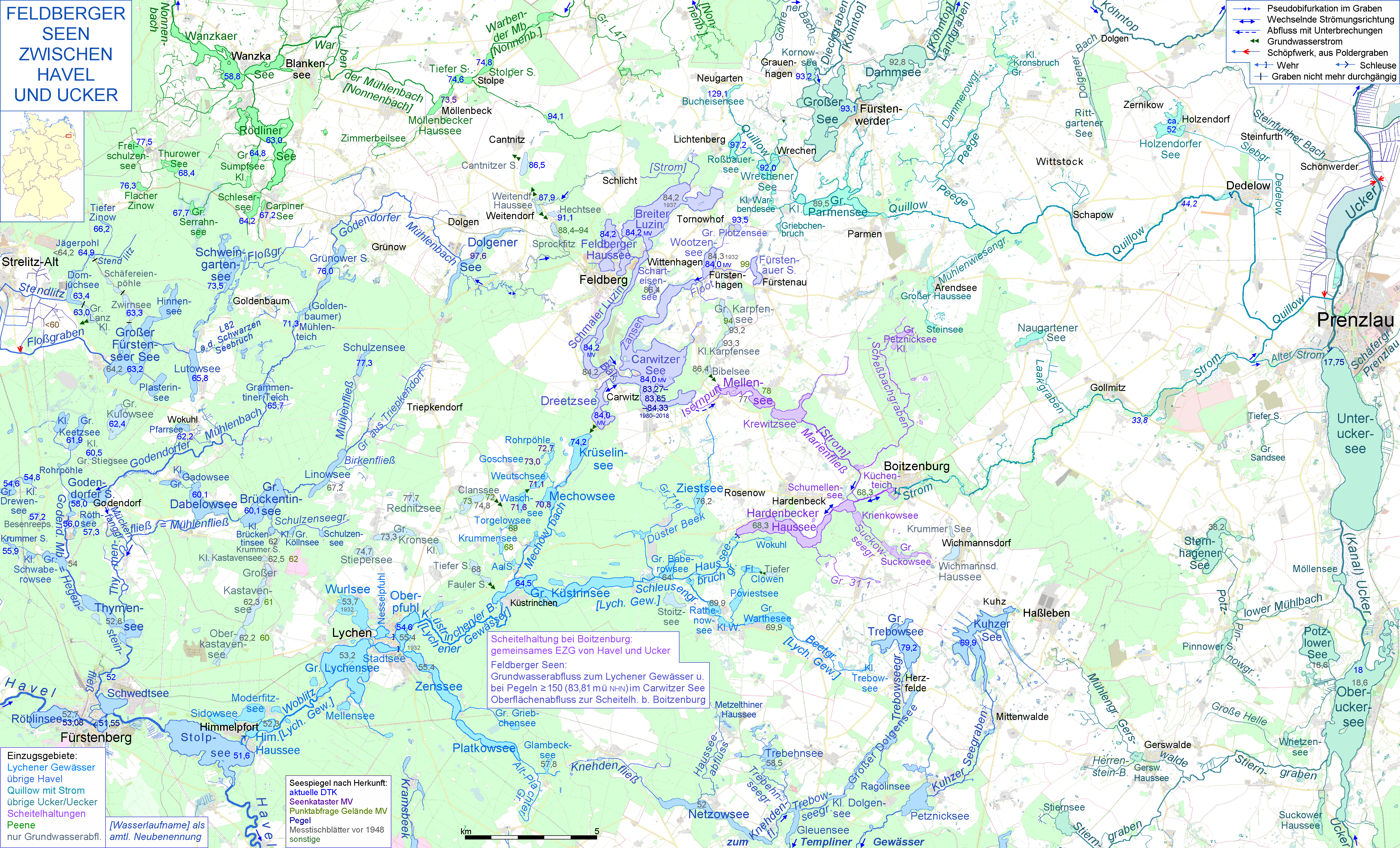
Die namengebende Seengruppe (bläulich lila) und ihre Abflusswege: Lychener Gewässer (leuchtend blau) zur Havel und Strom → untere Quillow zur Ucker

Die Gemeinde ist mit über 200 km² die flächengrößte in Mecklenburg-Vorpommern. Sie liegt im Südosten Mecklenburg-Vorpommerns an der Landesgrenze zu Brandenburg. Der Name bezieht sich auf den früher mit Stadtrecht belehnten Ortsteil Feldberg und den Naturpark Feldberger Seenlandschaft, dessen Gebiet zwischen der Mecklenburgischen Seenplatte und den uckermärkischen Seen liegt. Die flächenmäßig größten der Seen im Gemeindegebiet sind Carwitzer See, Breiter Luzin, Zansen, Schmaler Luzin, Feldberger Haussee, Dreetzsee, Dolgener See und Krüselinsee.
Die Landesgrenze zu Brandenburg verläuft entlang des Bibelsees, des Südufers des Carwitzer Sees, des Ostufers des Dreetzsees sowie des Krüselinsees, des Küstriner Baches, des Kleinen Mechowsees und des Großen Mechowsees. Das Gebiet gehört zur Endmoräne des Pommerschen Stadiums der Weichseleiszeit. Mit der Vogelkirsche (nördlich des Breiten Luzin) wird eine Höhe von 166,2 m ü. NHN erreicht. Die Gemeinde liegt im Naturpark Feldberger Seenlandschaft. Der Ortsteil Waldsee befindet sich im östlichsten Teil des Müritz-Nationalparkes.
Umgeben wird die Gemeinde Feldberger Seenlandschaft von den Nachbargemeinden Möllenbeck im Norden, Woldegk im Nordosten, Nordwestuckermark im Osten, Boitzenburger Land im Südosten, Lychen im Süden, Wokuhl-Dabelow im Südwesten sowie Carpin und Grünow im Westen.

### Gemeindegliederung
Ortsteile der Gemeinde sind:
| - Cantnitz - Carwitz - Conow - Dolgen - Feldberg | - Fürstenhagen - Gnewitz - Gräpkenteich - Hasselförde - Koldenhof | - Krumbeck - Labee - Laeven - Lichtenberg - Lüttenhagen | - Mechow - Neugarten - Neuhof - Schlicht - Schönhof | - Tornowhof - Triepkendorf - Waldsee - Weitendorf - Wendorf | - Wittenhagen - Wrechen |

## Geschichte
Von 1701 bis 1934 gehörten die heutigen Ortsteile der Feldberger Seenlandschaft zum Teil(groß)herzogtum Mecklenburg-Strelitz, das 1871 ein Land des Deutschen Kaiserreiches wurde. Nach der Machtergreifung der Nationalsozialisten in Deutschland (1933) erfolgte 1934 die Wiedervereinigung der beiden, bis zum Ende der Monarchie 1918 zusammengehörigen mecklenburgischen Landesteile Mecklenburg-Strelitz und Mecklenburg-Schwerin zum  Land Mecklenburg. Nach dem Zweiten Weltkrieg (1939–1945) und Gründung der DDR gehörten die Ortsteile der Feldberger Seenlandschaft zum Kreis Neustrelitz im Bezirk Neubrandenburg und nach der deutschen Wiedervereinigung (1990) zum neu gebildeten Land Mecklenburg-Vorpommern.
Am 13. Juni 1999 schlossen sich die Stadt Feldberg und die Gemeinden Conow, Dolgen, Lichtenberg und Lüttenhagen zur Gemeinde Feldberger Seenlandschaft zusammen.
Carwitz:
Dolgen
Bei Mäharbeiten wurden im August 2009 mehrere über fünf Meter tiefe Löcher auf Feldern bei Dolgen entdeckt. Nach geologischen Untersuchungen stellte sich heraus, dass es geologische Erkundungsbohrungen aus den 1970er Jahren waren, die in Vorbereitung der Bohrung Feldberg 1/87 durchgeführt wurden. Diese Bohrung diente der Suche nach Erdöl und/oder Erdgas und hatte eine Teufe von 4920 m.
Feldberg:
Krumbeck war seit 1313 teilweise und seit 1317 vollständig im Besitz des Klosters Himmelpfort und dadurch später brandenburgische Exklave in Mecklenburg. Seit 1797 war das Gut im Besitz der Familie von Dewitz. 1811 kam das Gut zu Mecklenburg-Strelitz. Seine Besitzer wurden 1825 in die Ritterschaft inkorporiert.
Laeven wurde 1393 erstmals als Louene erwähnt. Willich deutet dies als slawische Bezeichnung im Sinne von „Ort, an dem Beute gemacht wird“ (von slaw. lov „Fand, Jagd, Beute“).
Schlicht war Domäne. Gutspächter war u. a. August Weißenborn, der um 1880 das Gutshaus bauen ließ. Unweit des Gutshauses befinden sich die Reste der Turmhügelburg „Maledei“.
Tornowhof wurde 1730 als Meierei von Wittenhagen aus angelegt. Im Jahre 1870 wurde diese zu einem selbstständigen Gut und das zweigeschossige Gutshaus erbaut, verbunden mit einem eingeschossigen Verwalterhaus.
Waldsee wurde 1900 in Fachwerkbauweise als Jagdhaus für Erbgroßherzog Adolf Friedrich V. gebaut. Seit 1933 wurde das Jagdhaus von Reichsstatthalter und Gauleiter Friedrich Hildebrandt genutzt. Seit 1952 war es Lehrlingswohnheim des Forstwirtschaftsbetriebes Neustrelitz. Heute ist es ein Jagdhotel.
Weitendorf war nach 1648 ein fürstlicher Meierhof. Das Gutshaus stammt von 1908 und war nach 1947 u. a. Schule mit Lehrerwohnung und Kindergarten.
Wendorf war ein Gutsdorf mit vielen verschiedenen Besitzern. Das Gutshaus stammt von 1857 und war nach 1958 Sitz der LPG und des Konsums.
Wittenhagen: Gutsbesitzer war u. a. von 1506 bis 1796 die Familie von Tornow, es folgte bis 1838 die Familie von Rhade. 1758 wurde eine Kirche gebaut. Das klassizistische Gutshaus stammt von um 1800.
Das ehemalige, auf dem heutigen Gemeindegebiet befindliche Dorf Krüselin liegt seit 1945 wüst.

## Bevölkerung
| Jahr | Einwohner |
| ---- | --------- |
| 1999 | 5178      |
| 2000 | 5198      |
| 2005 | 5006      |
| 2010 | 4651      |
| 2015 | 4452      |

| Jahr | Einwohner |
| ---- | --------- |
| 2020 | 4444      |
| 2021 | 4452      |
| 2022 | 4490      |
| 2023 | 4460      |

Stand: 31. Dezember des jeweiligen Jahres

## Politik

### Gemeindevertretung
Die Gemeindevertretung besteht aus 15 Mitgliedern. Die Kommunalwahl am 9. Juni 2024 führte bei einer Wahlbeteiligung von 68,2 % zu folgendem Ergebnis:
| Partei / Wählergruppe             | Stimmenanteil 2019 | Sitze 2019 |  | Stimmenanteil 2024 | Sitze 2024 |
| --------------------------------- | ------------------ | ---------- |  | ------------------ | ---------- |
| CDU                               | 36,8 %             | 5          |  | 28,3 %             | 4          |
| AfD                               | –                  | –          |  | 22,0 %             | 3          |
| SPD                               | 20,8 %             | 3          |  | 13,5 %             | 2          |
| Die Linke                         | 13,0 %             | 2          |  | 08,4 %             | 1          |
| Bündnis Feldberger Seenlandschaft | –                  | –          |  | 07,8 %             | 1          |
| Wählergemeinschaft Dolgen         | 08,2 %             | 1          |  | 04,7 %             | 1          |
| Bündnis 90/Die Grünen             | 04,4 %             | 1          |  | 04,1 %             | 1          |
| Einzelbewerberin Benita Kunde     | 05,1 %             | 1          |  | 03,5 %             | 1          |
| Einzelbewerber Jörg Godenschweger | –                  | –          |  | 02,3 %             | 1          |
| Freie Wähler                      | 10,5 %             | 2          |  | 01,3 %             | –          |
| 6 weitere Einzelbewerber          | –                  | –          |  | 04,1 %             | –          |
| Einzelbewerber Tino Dec           | 01,2 %             | –          |  | –                  | –          |
| Insgesamt                         | 100 %              | 15         |  | 100 %              | 15         |

### Bürgermeister
- seit 2009: Constance Lindheimer (SPD)[12], seit ihrer Heirat 2019 Constance von Buchwaldt[13]

Lindheimer wurde bei der Bürgermeisterwahl am 24. September 2017 mit 54,6 Prozent der gültigen Stimmen in ihrem Amt bestätigt. Ihre Amtszeit beträgt acht Jahre.

### Wappen
| Wappen von Feldberger Seenlandschaft | Blasonierung: „In Silber über blauem Schildfuß, darin drei silberne Wellen übereinander, eine rote Mauer mit einem gezinnten roten Turm zwischen zwei Mauerzinnen, der Turm mit einem quadratischen schwarzen Fenster.“ |
| Wappen von Feldberger Seenlandschaft | Wappenbegründung: Das Wappen ist bereits 1928 von der damaligen Stadt Feldberg angenommen worden und unter der Nr. 43 der Wappenrolle des Landes Mecklenburg-Vorpommern registriert. Dieses Wappen wurde bis zum 12. Juni 1999 von der aufgelösten Stadt Feldberg als Hoheitszeichen geführt. Somit verlor zunächst das 1928 angenommene Wappen zum 13. Juni 1999 durch die Gemeindefusion seinen Status als Hoheitszeichen. Da seine Symbolik und Tingierung auch für die neue Gemeinde repräsentativ sind und die Möglichkeit besteht das ehemalige Hoheitszeichen einer in ihr aufgegangenen Kommune weiterführen zu können, wurde das bisherige Hoheitszeichen von Feldberg zum neuen Gemeindewappen von Feldberger Seenlandschaft. In dem Wappen soll mit dem Schildfuß auf die seenreiche Umgebung hingewiesen werden. Die Mauer mit dem Zinnenturm erinnert an die Burg der Familie Veldberghe, die zum Schutz der mecklenburgischen Grenze gegen die Uckermark errichtet wurde. Diese Burg, von deren Turm heute nur noch ein Stumpf erhalten blieb, war bis ins 18. Jh. Amtssitz. Die Stadt Feldberg verdankt ihren Namen der Familie Veldberghe. Das Wappen wurde nach einem Vorschlag von Dr. Hans Witte Hauptarchiv Neustrelitz gestaltet und 1928 angenommen. Es wurde am 17. September 2013 durch das Ministerium des Innern genehmigt und unter der Nr. 347 der Wappenrolle des Landes Mecklenburg-Vorpommern registriert. |

### Dienstsiegel
Das Dienstsiegel zeigt das Wappenbild des Gemeindewappens mit der Umschrift „GEMEINDE FELDBERGER SEENLANDSCHAFT“.

## Sehenswürdigkeiten und Kultur

### Bauwerke
Carwitz
- Hans-Fallada-Haus, Wohnsitz von Hans Fallada von 1933 bis 1945
- Dorfkirche von 1706, turmloser Fachwerkbau mit Kanzelaltar von 1714

Cantnitz
- Dorfkirche aus der zweiten Hälfte des 13. Jahrhunderts, gotischer Backsteinbau

Feldberg
- Burgwall Feldberg, Wallreste einer slawischen Höhenburg aus dem 9. Jahrhundert
- Ehemaliges Amtshaus/Drostenhaus; 1781 als zweistöckiger Fachwerkbau [im 20. Jahrhundert stark überformt] über den Resten einer Burganlage aus dem 13./14. Jahrhundert errichtet, von der noch ein Turmstumpf erhalten ist
- Spritzenhaus/Heimatstube aus dem 19. Jahrhundert nach Entwürfen von Friedrich Wilhelm Dunckelberg
- Stadtkirche von 1872/75, neugotische Backsteinbasilika

Krumbeck
- Lennépark (zum Herrenhaus gehörig), ab 1832 nach Plänen von Peter Joseph Lenné angelegt[18]
- Seitenflügel des Herrenhauses von nach 1858, eingeschossig mit Mansarddach und zweigeschossigem Turm sowie Betriebsgebäuden, von 1797 bis 1945 und seit um 1996 im Besitz der Familie von Dewitz
- Dorfkirche aus dem 14. Jahrhundert, Feldsteinbau mit West-Turm von 1785, oberer Teil nach Blitzeinschlag 1928 massiv erneuert[19]

Lichtenberg
- Dorfkirche aus dem 14. Jahrhundert, verputzter Feldsteinbau
- Ehemaliges Herrenhaus im Renaissance-Stil aus dem 19. Jahrhundert[20]

Laeven
- Herrenhaus der selbstständigen Meierei der Domäne von 1724, zweigeschossig mit sechs Zwerchgiebeln von 1924/25

Lüttenhagen
- Forst- und Holzmuseum
- Eiche auf dem Friedhof mit einem Brusthöhenumfang von 7,67 m (2016)[21]

Mechow
- Dorfkirche, Feldsteinbau aus der zweiten Hälfte des 13. Jahrhunderts

Schlicht
- Reste der niederadeligen Befestigung (Turmhügel „Maledei“)

Triepkendorf
- Dorfkirche aus dem 13. Jahrhundert, Feldsteinbau mit Fachwerkturm von 1769

Waldsee
- Jagdschloss Waldsee, erbaut 1901 für den Mecklenburg-Strelitzschen Großherzog Friedrich Wilhelm II.

Wendorf
- Herrenhaus mit Gutshofanlage, erbaut 1856 von F. Menke (nach Bauplänen des Hofbaumeisters Friedrich Wilhelm Buttel) als selbstständiges Vorwerk zum Mutterhaus im Ortsteil Lichtenberg

Wittenhagen
- Dorfkirche von 1758, achteckiger Zentralbau mit Zeltdach
- Herrenhaus, klassizistische Anlage mit Mansarddach[22]
- Luzin-Theater, Privattheater mit 45 Plätzen

Wrechen
- Dorfkirche, turmloser Fachwerkbau aus dem 19. Jahrhundert
- Herrenhaus in klassizistischer Form von Friedrich Wilhelm Buttel von 1840[23]

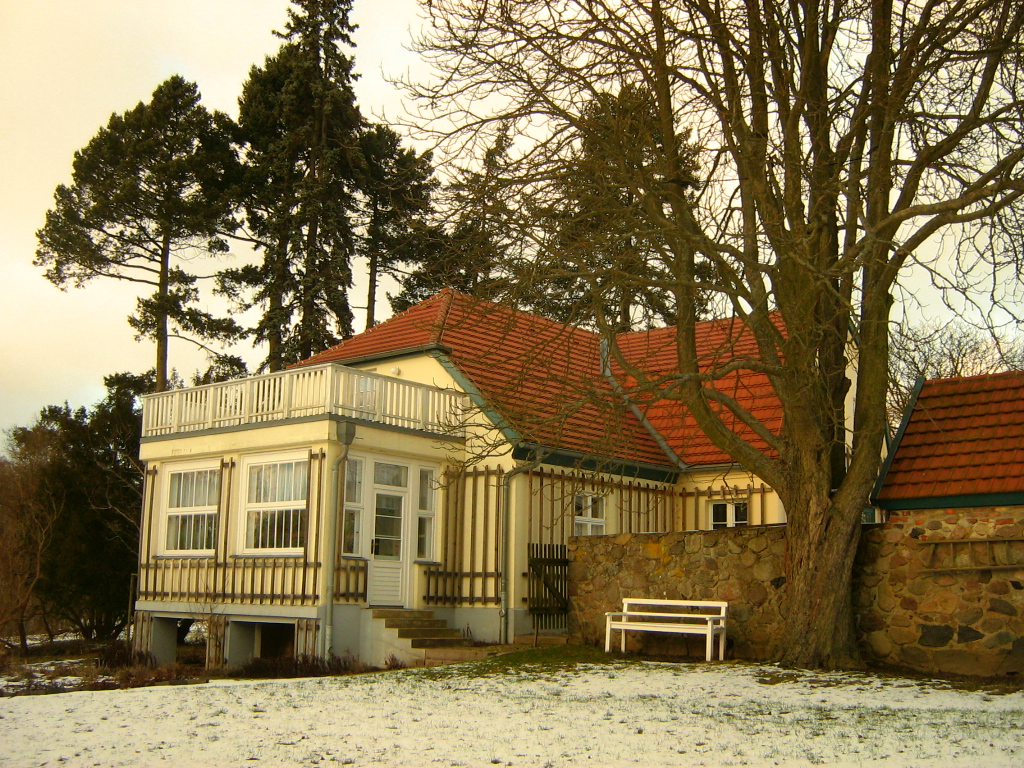
Hans-Fallada-Haus in Carwitz
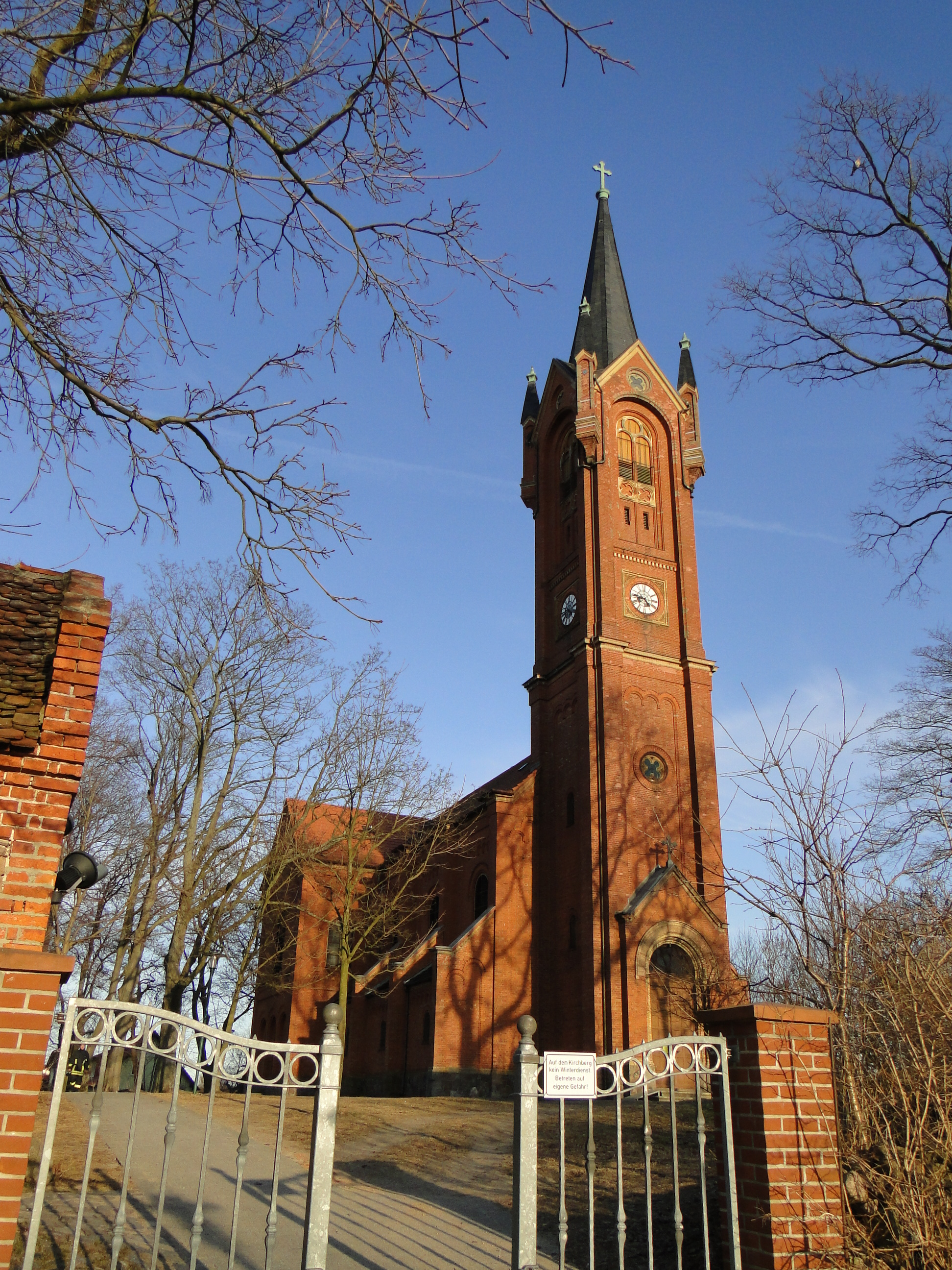
Kirche in Feldberg
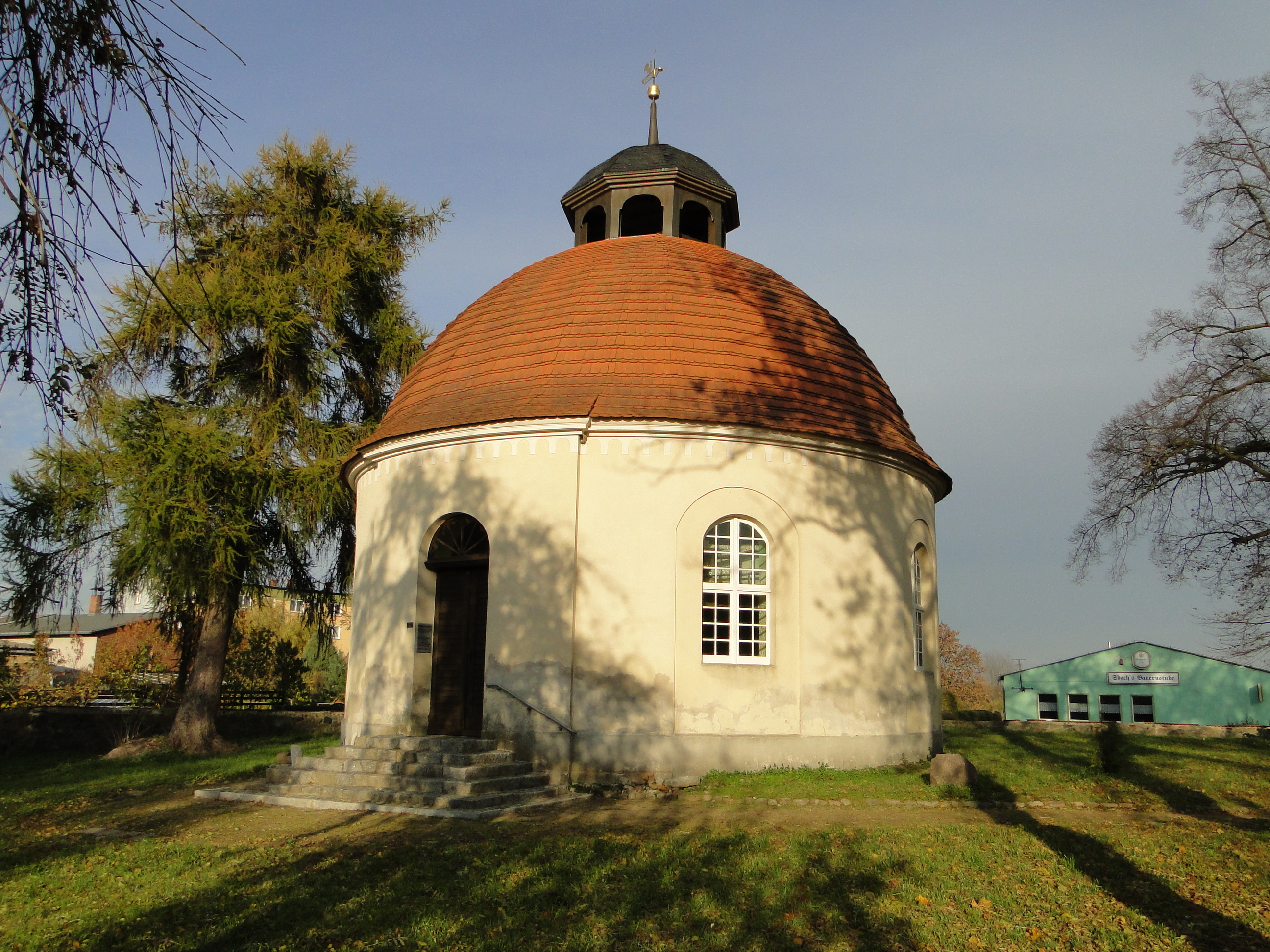
Kirche in Dolgen
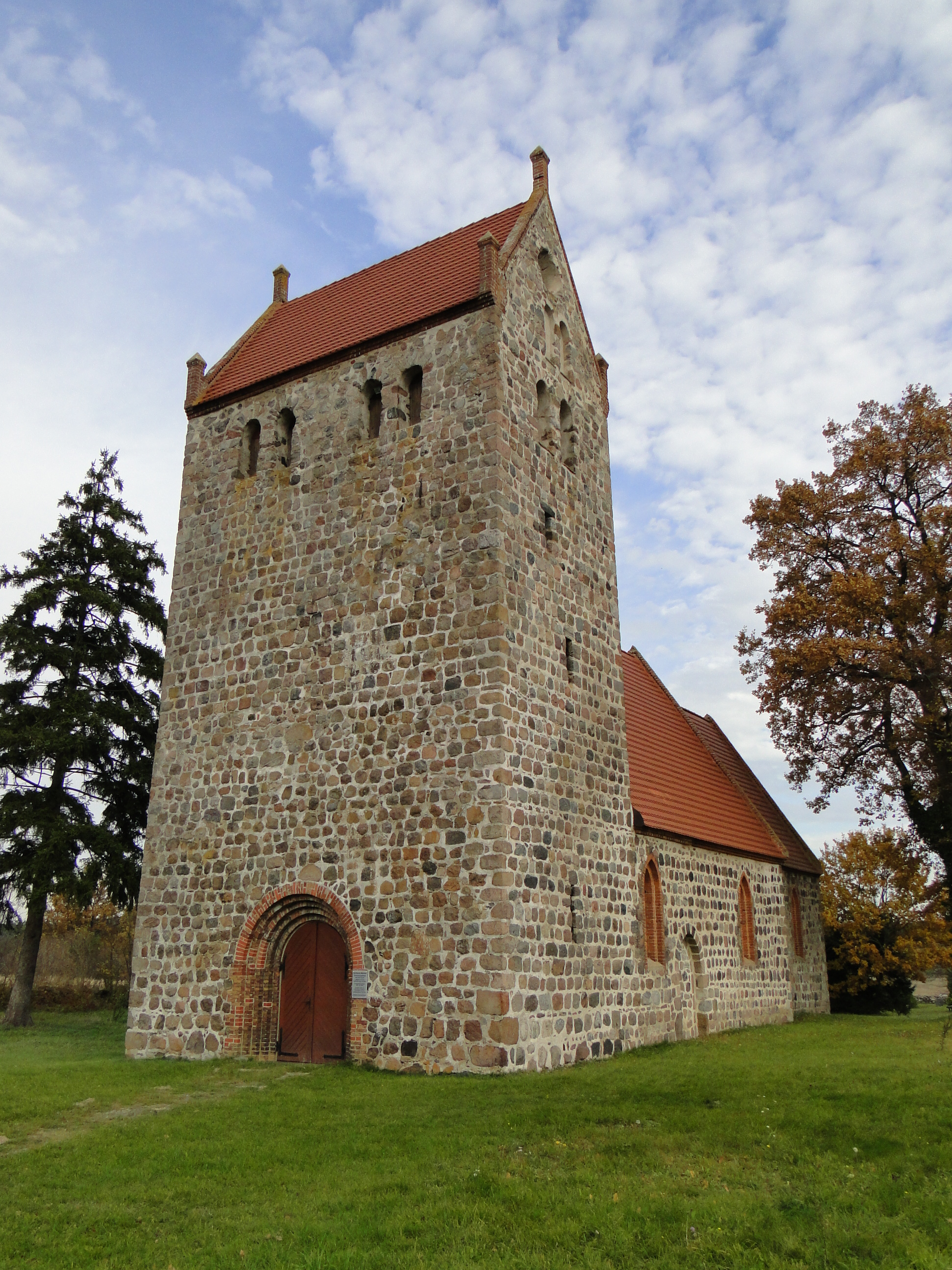
Kirche in Mechow
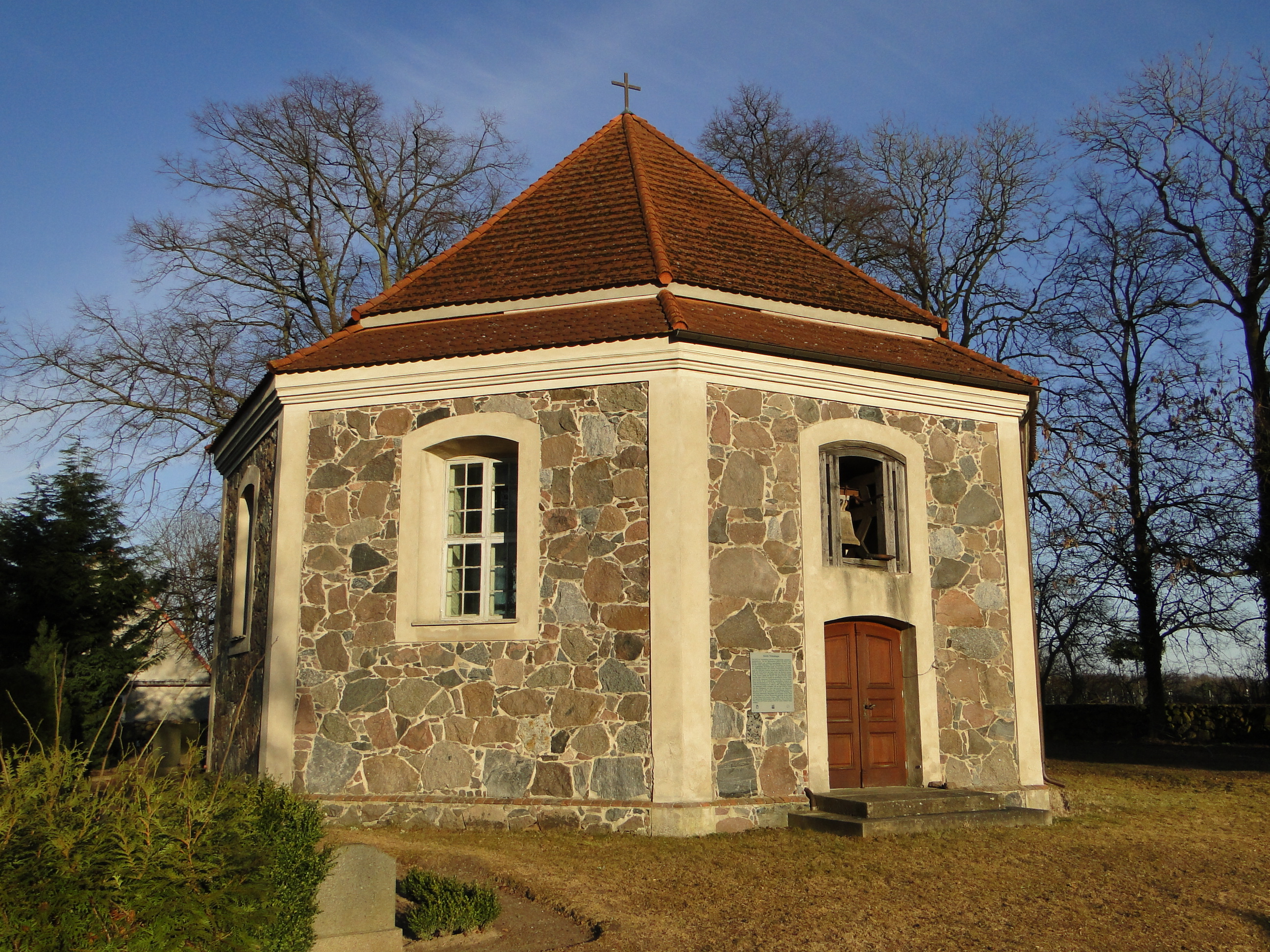
Kirche in Wittenhagen
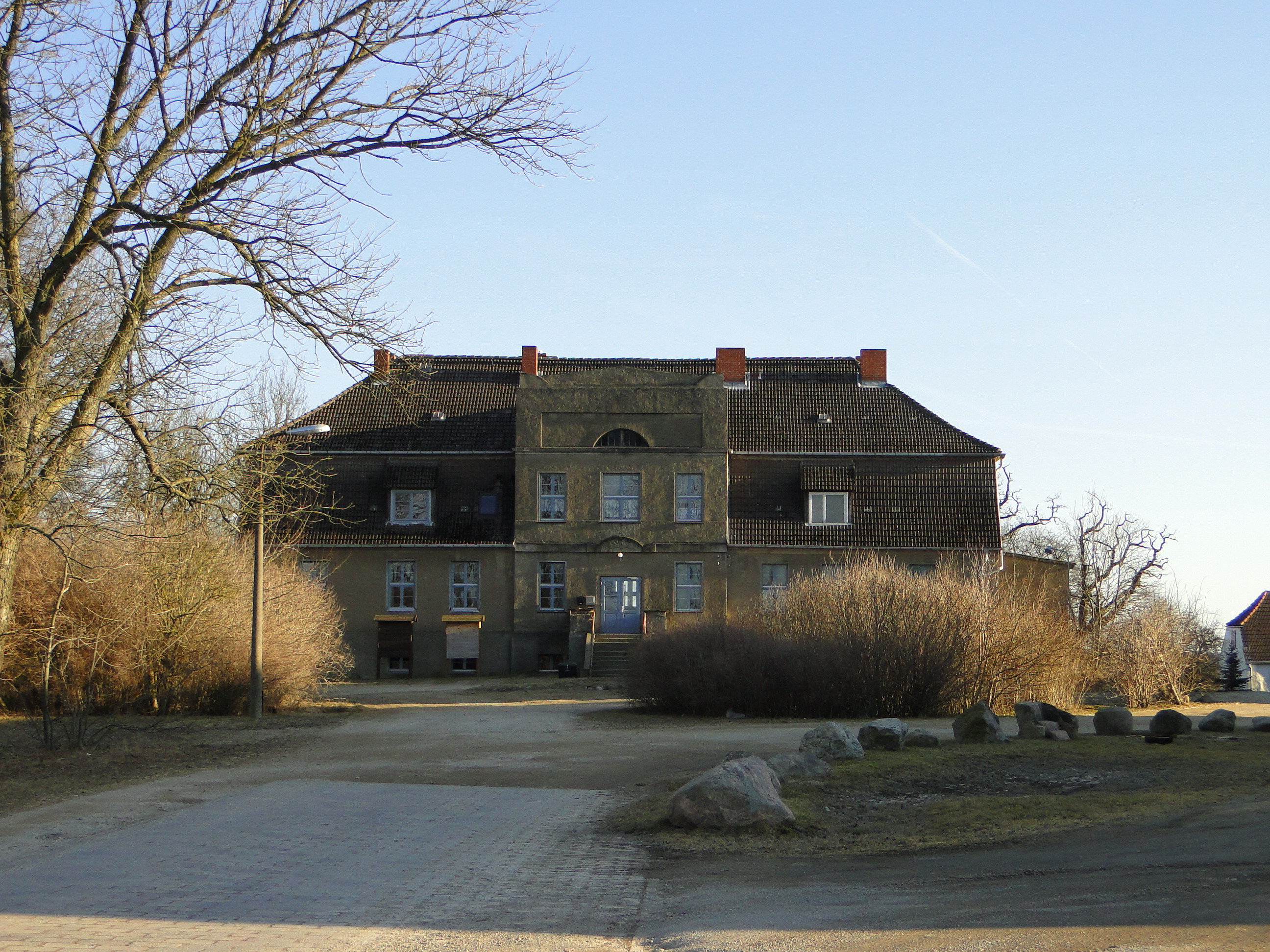
Herrenhaus in Wittenhagen

### Veranstaltungen
Im Jahr 1965 wurde der Feldberger Karneval Klub (FKK) gegründet, erster Präsident war Johannes Hübner („Hannes der Himmelhund“). Der Karneval fand zunächst in Carwitz und im Hotel Hullerbusch statt, bevor die Veranstaltung sich in Feldberg etablierte. Dort entstand der Schlachtruf „Schlaewitzberg Huneu“, der für die Ortsteile steht (Schlicht, Laeven, Carwitz, Feldberg, Hullerbusch, Neuhof). Es gibt über 100 Mitglieder und eine Kindertanzgruppe mit rund 30 Kindern, das Waldhotel Stieglitzenkrug ist seit den 2000ern das Stammhaus. In Feldberg gibt es zudem einen eigenen Rosenmontagsumzug, was eine Besonderheit für Mecklenburg-Vorpommern ist.

### Kunsthaus Koldenhof

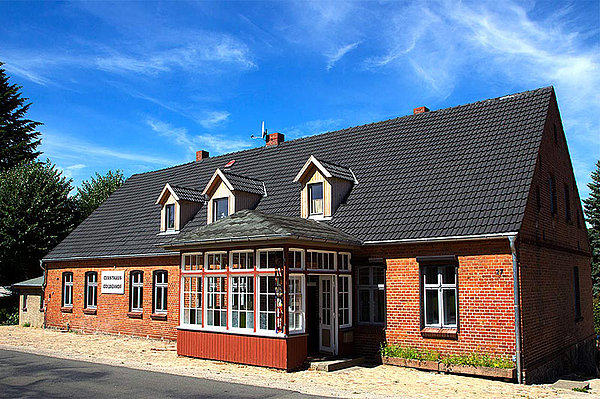
Kunsthaus Koldenhof

Das Kunsthaus Koldenhof ist eine Kultureinrichtung im Ortsteil Koldenhof. Das Kunsthaus zeigt Gegenwartskunst mit wechselnden Ausstellungen und begleitenden Veranstaltungen. In der Zeit von April bis Oktober wird zeitgenössische bildende Kunst in jährlich drei Ausstellungen gezeigt, zudem finden fünf Autorenlesungen und zwei kulturgeschichtliche Vorträge statt.
Das Haus wurde 1905 erbaut und diente bis in die 1990er Jahre als Gasthaus. Nach einer Sanierung wurde 2015 das Kunsthaus Koldenhof eröffnet. Gleichzeitig gründete sich der „Freundeskreis Kunsthaus Koldenhof e. V.“, der als Träger fungiert.

## Wirtschaft und Infrastruktur

### Wirtschaft

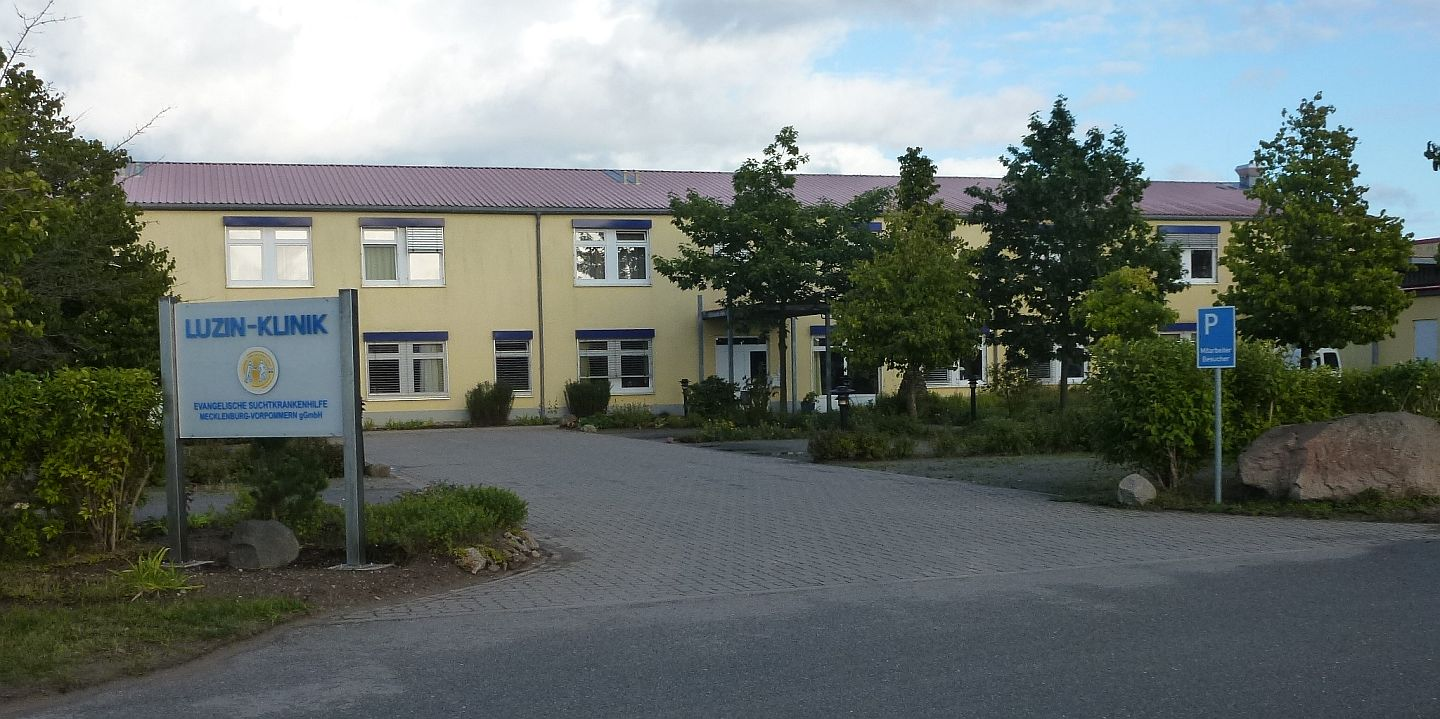
Luzin-Klinik

1855 eröffnete August Friedrich Erfurth (um 1820–1904) in Feldberg eine Wasserheilanstalt. Seither gibt es Kurbetrieb in Feldberg. 1998 wurde die Rehaklinik am Haussee mit 235 Betten eröffnet, eine Klinik mit den Abteilungen Kardiologie, Neurologie, Orthopädie, Psychosomatik und Medical Wellness. Die Klinik ist ein zertifiziertes MS-Zentrum. Ebenfalls 1998 wurde die Luzin-Klinik als Fachklinik für Suchtkrankheiten mit 52 Plätzen eröffnet. Behandelt wird sowohl Alkohol- als auch Medikamentenabhängigkeit.

### Verkehr

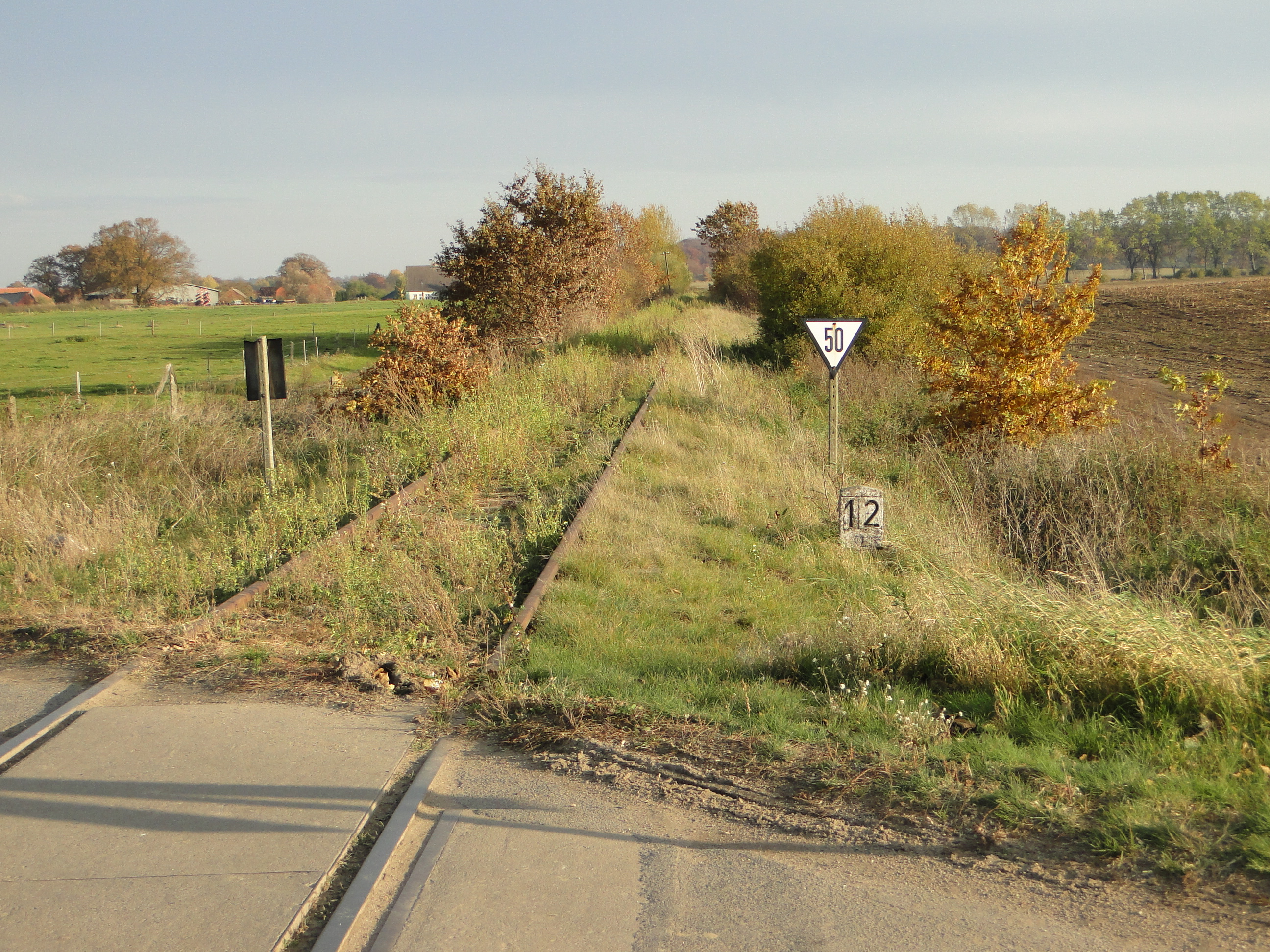
Aufgelassene Bahnstrecke Neustrelitz-Feldberg in der Nähe von Dolgen

Die Gemeinde Feldberger Seenlandschaft liegt an der Landesstraße L 34 zwischen Möllenbeck (an der Bundesstraße B 198 Neustrelitz–Woldegk), Feldberg und der Landesgrenze zu Brandenburg südlich des Ortsteils Conow sowie an der L 341, die die Ortsteile Triepkendorf, Feldberg und Schönhof miteinander verbindet.
Die Gemeinde verfügt über keinen Eisenbahnanschluss. Bis zum 28. Mai 2000 gab es eine Anbindung über die Bahnstrecke Neustrelitz Süd–Feldberg mit den Haltepunkten Dolgen (Meckl), Weitendorf (b Feldberg) (bis 1995) und dem Bahnhof Feldberg (Meckl). Im November 2000 fuhren nochmals Züge zum 90-jährigen Bestehen der Strecke, sie wurde jedoch zum 22. Dezember 2000 stillgelegt. Im Jahr 2005 erwarb die Firma ELS Eisenbahn Logistik und Service die Strecke, bis 2015 wurden gelegentliche Sonderfahrten angeboten.

### Bildung
- Hans-Fallada-Schule Feldberg, Bahnhofstraße 5

## Persönlichkeiten

### Söhne und Töchter der Ortsteile
(bis zu deren Eingemeindung siehe unter den heutigen Ortsteilen)

### Mit der Gemeinde und ihren Ortsteilen verbundene Persönlichkeiten
- Gabriele Meyer-Dennewitz (1922–2011), Malerin und Grafikerin, lebte in Feldberger Seenlandschaft